# 키수무현

키수무현

키수무현(Kisumu County)은 케냐를 구성하는 47개 현 가운데 하나로 현도는 키수무이며 면적은 2,085.9km2, 인구는 968,879명(2009년 기준)이다. 2013년에 실시된 행정 구역 개편에 따라 니안자주에서 분리되어 신설되었다. 서쪽으로는 시아야현, 북쪽으로는 비히가현, 북동쪽으로는 난디현, 동쪽으로는 케리초현, 남쪽으로는 니아미라현, 남서쪽으로는 호마베이현과 접한다.